# Eduba

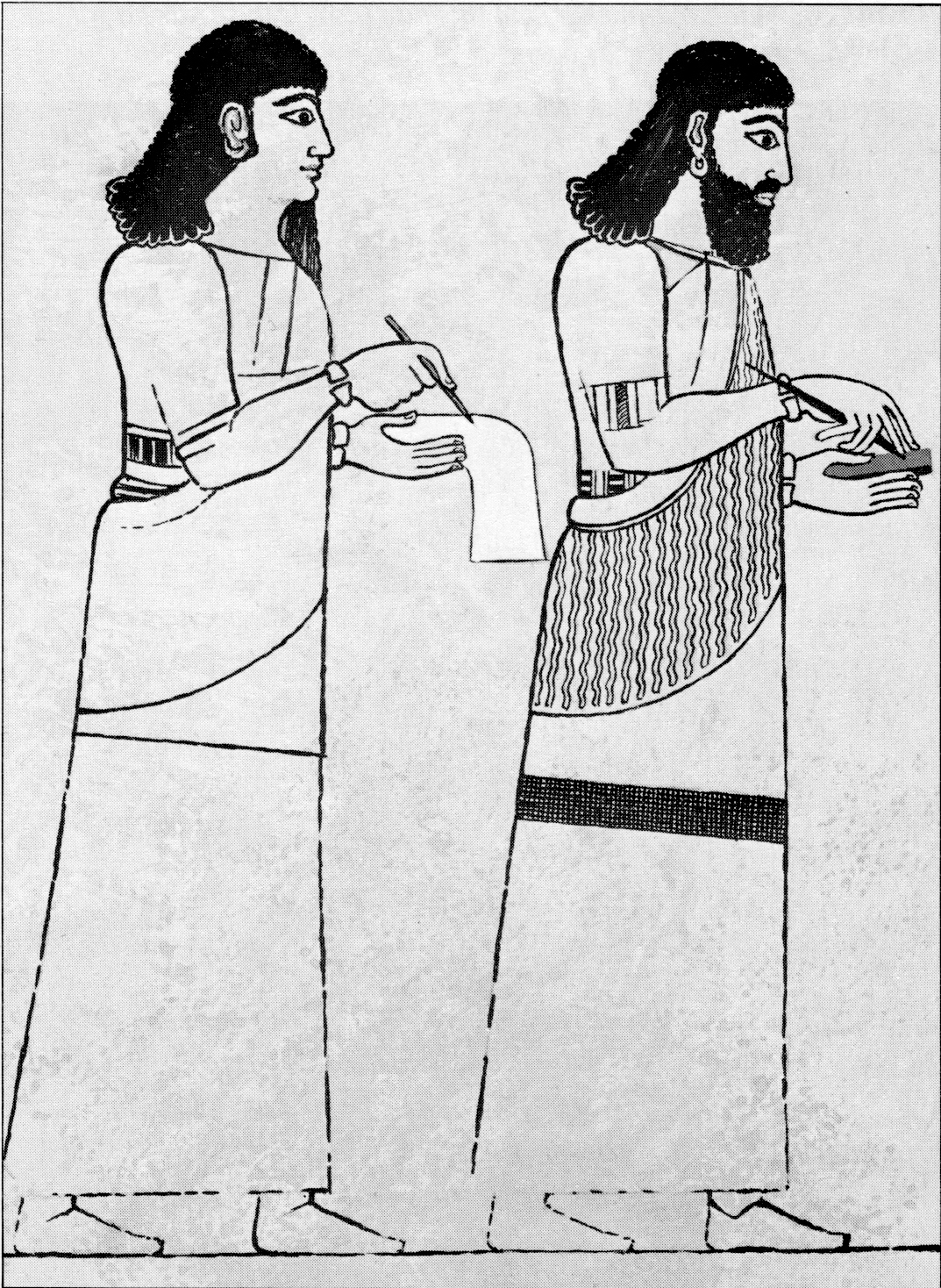
Escribas en Mesopotamia

Eduba (en  sumerio edubba, e-duba, e-dubba, eduba, edubah, eduba'a, e2-dub-ba-aen y en  cuneiforme 𒂍𒁾𒁀𒀀) es un concepto sumerio para referirse a la escuela de escribas. La eduba fue la institución que formó y educó a los jóvenes escribas de la antigua Mesopotamia durante el último tercio o principios del segundo milenio a. C. La mayor parte de la información que se tiene sobre las edubas son de textos cuneiformes datados en el Imperio paleobabilónico (c. 2000-1600 a. C.).

## Etimología
La palabra eduba en  sumerio es «e2-dub-ba-a». Aunque ha sido traducida como «casa de las tablillas», probablemente su significado literal sea «casa en la que las tablillas son distribuidas». La traducción acadia es bit tuppi, que significa simplemente «casa de las tablillas» o «casa de tabletas». Ambos significados implican que el entrenamiento de los escribas se llevó a cabo en otro lugar. Por lo tanto, eduba no solo se refiere a la institución encargada de la educación de los escriba, sino que también hace referencia al edificio en el que se ubicaron estas escuelas.

## Evidencia arqueológica
Las evidencias arqueológicas para el sistema educativo de la Imperio paleobabilónico sugieren que la educación escribana fue a pequeña escala y que normalmente tenía lugar en casas privadas. Las tablillas de los escolares han sido encontradas en residencias privadas en muchos sitios a lo largo de Mesopotamia. En algunas casas, en las que particularmente se han exhumado numerosas tablillas escolares, han sido interpretadas por los arqueólogos como «casas escuela» u hogares en los que probablemente se proporcionaba educación a los escribas. El mejor ejemplo de esto es la «Casa F» en la ciudad de Nippur, donde se encontraron aproximadamente 1500 fragmentos de tablillas. Están datadas en el siglo XVII a. C. (cronología corta), durante la primera parte del reinado de Šamšu-iluna; la mayoría contenía ejercicios de los estudiantes.
Se encontraron otras dos «casas escuela» en el yacimiento de Ur. En la primera, denominada «No. 7 Quiet Street», se encontraron menos textos escolares in situ y su datación es de finales del siglo XVIII tardío o de principios del XVII (cronología corta), reinados de Rim-Sin II o como más tardar de cuando Šamšu-iluna tenía 11 años. En la segunda, denominada «No. 1 Broad Street», se descubrió una gran cantidad de tablillas; algunos de sus textos podrían datar del año once del reinado de  Šamšu-iluna (año 1674 a. C. según la cronología corta, 1738 según la cronología media). Desafortunadamente, no se sabe si la casa es el lugar original de uso de las tablillas. Hay evidencia de que en la ciudad de Sippar-Amnanum hubo un señor llamado Ur-Utu y que, en su casa, se educaban escribas.

## Textos sobre la eduba
La idea moderna de su funcionamiento está basada en las descripciones de la literatura sumeria, especialmente en las investigaciones más tempranas, como los trabajos de Sjöberg y Kramer. Algunas de las historias son colecciones de la escuela de escribas o demuestran cómo era la vida de un estudiante. Los investigadores modernos a veces se refieren a estos textos como «literatura eduba». o «historias de la escuela». Incluyen las composiciones Días de escuela ―Eduba A―, Un escriba y su hijo obstinado ―Eduba B―, El consejo del supervisor a un joven escriba ―Eduba C―, Actividades de un escriba ―Eduba D―, Instruciones del Ummia ―Eduba E―, y Regulaciones de la eduba ―Eduba R―.[cita requerida] Algunos diálogos sumerios, como las Disputas sumerias también abordan elementos de la vida del estudiante, incluyendo Un diálogo entre dos escribas ―Diálogo 1―, Un diálogo entre Enki-hengal y Enkita-lu ―Diálogo 2―, y Enki-manshum y Girini-isag ―Diálogo 2―.[cita requerida] Algunos himnos reales, que relatan las hazañas de los reyes mesopotámicos, también hacen referencia a la institución de la eduba; estos incluyen las composiciones Šulgi B, Lipit-Ešter B, Išme-Dagan V, y Enlil-Bani A. Varias cartas y proberbios del Imperio paleobabilónico también aluden a la educación de los escribas y la eduba.
La exactitud histórica de la literatura eduba y de otros textos que hacen referencia a esta institución, en lo que respecta al cómo describen la educación de los escribas babilonios, ha sido objeto de estudio en investigaciones recientes. La evidencia arqueológica sugiere que la formación de los escribas en el Imperio paleobabilónico tenía lugar en casas privadas, en lugar de en las instituciones públicas. Esto ha llevado a los investigadores a sugerir que el contenido de la literatura eduba realmente hace referencia a una institución temprana, datada en la tercera dinastía de Ur. Otros mantienen simplemente que el juicio de la literatura es exagerado o anacronístico, o que reflejan una imagen idealizada del sistema escolar.

## Tablillas con ejercicios de los estudiantes
La mayoría del aprendizaje se realizaba escribiendo composiciones cuneiformes en tablillas de arcilla. Se han encontrado muchas tablillas que conservan los ejercicios de los estudiantes ―tablillas de ejercicio― en diferentes lugares en Oriente Próximo. Son de diferentes formas y tamaños, dependiendo del nivel del estudiante y como de avanzada fuese la tarea. Los investigadores han elaborado una tipología según la forma de la tablilla, basándose principalmente en las tablillas encontradas en la ciudad paleobabilónica de Nippur. Según el investigador Nicolaas C. Veldhuis, esta tipología parece funcionar en la mayoría de casos paleobabilónicos y no solo en Nippur.

### Tipología léxica

#### Tipo I
Las tablillas de tipo se componen de varias columnas y pueden ser de dos tipos desde el punto de vista material: prismas o tablillas largas.. Suelen contener varios cientos de líneas de una composición escrita por un estudiante en dos o más columnas. Estas tablillas son a menudo lo suficientemente grandes como para acomodar una composición completa e incluso, en ocasiones, contienen partes de diferentes composiciones. En los casos en que una composición entera no cupiese en una sola tablilla, se continuaba en otras tablillas. Debido a que las tablillas de tipo tienden a estar cuidadosamente escritas y a contener textos largos, se asume que representan el trabajo de los estudiantes relativamente avanzados.

#### Tipo II
Las tablillas de tipo tiene un formato de dos o más columnas en el anverso y múltiples columnas, normalmente de un texto diferente, en el reverso. La columna izquierda del anverso contiene un pasaje o «extracto» de un texto escolar, que suele medir entre 8 y 15 líneas, aunque a veces alcanzan las 30 líneas, con una escritura clara, presumiblemente realizadas por el profesor. Las columnas de la derecha contienen copias del pasaje, normalmente escritas con menos cuidado y presumiblemente por el estudiante. La copia del estudiante habría sido borrada y reescrita muchas veces; muchas de las tablillas de tipo II tienen el lado derecho vacío o, como es común, se ha partido completamente. El reverso de una tablilla de tipo II suele contener un extracto de un texto escolar diferente, uno que el estudiante habría aprendido durante su formación.
Son el tipo de tablilla de ejercicios más común entre las que se han descubierto en Nippur, ya sean enteras o fragmentos de ellas. Se han descubierto en menor proporción en otros sitios, pero es posible que se hayan encontrado más, pero nunca hayan sido publicadas; suelen tener un aspecto distorsionado ―roto o borrado―, lo que significa que es menos probable que los saqueadores las hayan incautado y vendido, por lo que es posible que los primeros arqueólogos no las hayan publicado.

#### Tipo III
Las tablillas de tipo III, también conocidas como tablillas de extractos o imgidas, son tablillas de una sola columna que contienen extractos de entre 10 y 15 líneas. El tamaño de las tablillas es similar a las de tipo II. La calidad de la escritura evidencia que son copias de los estudiantes, que podrían haber sido copiados del anverso de una vieja tablilla de tipo II. También se las clasifica como de tipo S según su forma.

#### Tipo IV
Las tablillas de tipo IV, también conocidas como lentils, Son tablillas circulares pequeñas, de entre 6 y 8 cm, que contienen pocas líneas de una composición escrita, primero por el profesor y luego por el estudiante. La copia del estudiante aparece debajo de la inscripción del profesor, típico de las descubiertas en Nippur, o en el reverso, más típico de otros sitios. En ellas se han encontrado listas léxicas, textos matemáticos, proverbios e himnos reales.
Su función era evidente ―aprender a escribir copiando una pequeña inscripción realizada por el profesor―, pero no está claro como se ajustaba al sistema de la eduba ni que diferencias funcionales tiene en comparación con las de tipo II. Una hipótesis que plantea Veldhuis es que eran pequeñas tablillas que los aprendices podían llevarse a casa para demostrar su progreso.
Este tipo de tablillas se suelen encontrar completas o prácticamente completas, y bien moldeadas; además, suelen tener una escritura clara. Por esta razón son el tipo de tablilla de ejercicios más adquirido en el mercado de coleccionistas y, además, el modelo de ejemplo de textos escolares más común en la literatura popular.

### Prismas
Los prismas son grandes objetos de arcilla con múltiples caras (generalmente de cuatro a nueve), perforados a través del centro de arriba abajo con un agujero. Un prisma generalmente tiene un texto cuneiforme completo, escrito en secciones en todas las caras.
Los prismas aparentemente fueron inscritos por estudiantes avanzados de escritura, en escritos muy cuidadosos, y son relativamente raros. Una posible explicación para esto es que sirvieron como exámenes.  Otra teoría es que estos textos fueron creados como ofrendas votivas, para ser dedicados en templos a las deidades de Mesopotamia.

## Currículum de Scribal en Nippur
El  currículo para jóvenes estudiantes que aprendían a escribir en edubas de la ciudad de Nippur ha sido reconstruido a partir de textos encontrados en este sitio que datan del período de la Antigua Babilonia. No está claro en qué medida se siguió este mismo plan de estudios en otras ciudades.

### Educación elemental
En el primer nivel de la educación del escritor sumerio, los estudiantes aprendían los conceptos básicos de escritura cuneiforme y sumerio escribiendo largas listas de signos y palabras y copiando textos simples. Este nivel de educación se dividió en cuatro etapas.

#### Primera etapa: técnicas de escritura
En la etapa más temprana de la educación, los estudiantes aprendieron los fundamentos de la escritura cuneiforme: cómo trabajar con arcilla y formar tabletas, cómo manejar un estilete, cómo hacer signos básicos y cómo escribir cosas simples como nombres personales. En los primeros ejercicios de la Etapa 1, los estudiantes copiaban repetidamente los tres elementos de un signo cuneiforme: la «cuña vertical», la «cuña horizontal» y la «cuña oblicua». Una vez dominadas las formas de cuña, el alumno podía empezar a combinarlas para hacer signos simples. Algunas tabletas de ejercicios muestran que el alumno practica un simple signo o letrero una y otra vez. A continuación el alumno aprendió a escribir una lista de signos conocida como «alfabeto de sílabas B» (también denominado a veces «cartilla sumeria»).) Cada entrada en esta lista comprendía algunos signos o sílabas, que a veces se parecían a palabras sumerias o nombres personales, pero en realidad tenían poco significado. Fueron diseñados para enseñar al estudiante las formas de signos correctas. Fuera de Nippur, se enseñó una lista similar, conocida como «alfabeto silábico A», en lugar del «alfabeto silábico B». En algunos casos, el estudiante también tuvo que escribir columnas de palabras acadias, formando una lista conocida como «vocabulario silábico A».
Otra lista diseñada para enseñar a los estudiantes los principios básicos de la escritura cuneiforme se conoce como «TU-TA-TI». En esta lista, los estudiantes escribieron conjuntos de signos agrupados según sus sonidos iniciales. Cada signo cuneiforme representa una sílaba, a diferencia del alfabeto inglés, donde cada letra representa un sonido, así, por ejemplo, la secuencia «tu-ta-ti» consta de tres signos. Los signos dentro de cada conjunto en la lista fueron ordenados por sus sonidos vocálicos: «-u» seguido de «-a» seguido de «-i». Cada signo en el conjunto se escribió primero en su propia línea, y luego los tres signos se escribieron juntos en una cuarta línea. Por lo tanto, las primeras 8 líneas de TU-TA-TI son:
tu
ta
ti
tu-ta-ti
nu
na
ni
nu-na-ni
Los estudiantes en la Etapa 1 de su educación también aprendieron a escribir listas de nombres personales, que comprenden nombres sumerios o acadios.

#### Segunda etapa: listas de nombres temáticos
En la segunda etapa de la educación básica de los escribas, los estudiantes comenzaron a aprender palabras y logogramas. Memorizaron y escribieron listas de sustantivos organizadas temáticamente, que luego se convirtieron en la lista léxica del primer milenio, como por ejemplo UR₅.RA = hubullu. Al memorizar esta lista, los estudiantes aprendieron palabras sumerias para objetos en diferentes categorías, incluyendo árboles y objetos de madera; juncos y objetos de caña; vasijas y arcilla; pieles y objetos de cuero, metales y objetos metálicos; tipos de animales y carne; piedras y plantas, etc.

#### Tercera etapa: listas avanzadas
En la tercera etapa de la educación primaria, los estudiantes aprendían números, medidas y fórmulas comunes utilizadas en los contratos económicos. También aprendían listas más complejas que las memorizadas en etapas anteriores: la lista de firmas «Proto-Ea», la lista temática «Proto-Lu₂», y un conjunto de listas acrográficas, es decir, listas con entradas organizadas por el primer o principal signo, que incluían «Proto-Izi», «Proto-Kagal» y «Nigga». La lista de signos «Proto-Diri» también se aprendió durante la tercera etapa de la educación primaria. En este punto, se podían aprender otras listas menos confirmadas: la lista de partes del cuerpo «Ugu-mu»; una lista de frases legales, una versión temprana de la lista conocida como «ana ittišu»; una lista de deidades llamada la «lista de Dios» de Nippur; la versión antigua de Babilonia de una lista de profesiones llamada «lu₂-azlag₂ = ašlāku»; y una lista de enfermedades.

#### Cuarta etapa: textos sumerios simples
En la cuarta etapa de la educación primaria, los estudiantes comenzaron a trabajar con oraciones completas en sumerio. Copiaron contratos modelo y textos legales, por ejemplo, contratos que documentan la venta de casas y, finalmente, proverbios sumerios. Con el estudio de los proverbios, los estudiantes pasaron al segundo nivel de educación; es decir, a la literatura sumeria.

### Educación avanzada
Los estudiantes avanzados en eduba memorizaban y escribían textos literarios sumerios, comenzando con los proverbios simples y progresando a trabajos mucho más largos.

#### La Tétrada
En la etapa de transición del entrenamiento de escribas de primaria a avanzada, los estudiantes memorizaban y escribían cuatro composiciones literarias conocidas como «Tétrada». La Tétrada comprende las siguientes composiciones:
- Lipit-Eshtar B
- Iddin-Dagan B
- Enlil Bani A
- Nisaba A.

#### La Década
La segunda etapa de la educación avanzada de los escribas en Nippur incluyó la memorización y la escritura de un grupo de diez composiciones designadas por académicos modernos como la Década que incluye las siguientes composiciones:
- Šulgi A
- Lipit-Eštar A
- Canción de la azada
- Inana B
- Enlil A
- Himno del templo Kesh
- El viaje de Enki a Nippur
- Inana y Ebiḫ
- Nungal A
- Gilgamesh y Huwawa, versión A

#### Otros grupos curriculares de textos
Otros grupos de composiciones literarias sumerias también se han postulado como colecciones de textos para aprenderlas y formar parte de un plan de estudios escolar. Uno de estos grupos se conoce como la «Casa F Catorce», llamada así por la antigua casa babilónica en Nippur, donde se encontraron muchas copias de los textos, junto con más de mil tabletas escolares. La «Casa F Catorce» comprende lo siguiente:
- Eduba B
- Eduba C
- Gilgameš, Enkidu y el mundo abisal
- Hechos y hazañas de Ninurta
- Maldición de Agade
- Šulgi Hymn B
- Ur Lament
- Instrucciones de Šuruppag
- Días escolares (Eduba A)
- Debate entre Ovejas y Grano
- El sueño de Dumuzid
- Instrucciones del agricultor
- Eduba Dialaogue 1
- Debate entre azada y arado

Otro grupo de textos que se aprendendían en la misma etapa educativa que la «Decad» fue una selección de cartas de la «Correspondencia de los Reyes de Ur». Sin embargo, este corpus no formó un grupo curricular cohesivo; evidentemente, correspondía a los maestros de escuela individuales decidir qué letras enseñar.
Al menos otros dos conjuntos de letras literarias también las aprendieron por los estudiantes de escritura en la antigua Babilonia Nippur: la Sumerios Epistolar Miscelánea (SEpM), un grupo bastante estandarizado que comprende dieciocho cartas y otras cuatro composiciones, y la «Correspondencia de los Reyes de Larsa ( CKL)», un grupo de cuatro cartas de gobernantes de Larsa. Otras letras que no pertenecen a un conjunto definible también se estudiaron a veces, que se agrupan entre los eruditos modernos bajo el término «Cartas adicionales de Nippur» o «Nippur auxiliar Carts (ANL)».

## Vida estudiantil
Los estudiantes de la eduba probablemente comenzaron su educación como niños pequeños. Eran principalmente niños, aunque también estaba confirmada la presencia de mujeres escribas en la antigua sociedad de Mesopotamia. La literatura eduba pinta una vívida, aunque muy embellecida, imagen de la vida cotidiana de los jóvenes escribas. Según estas composiciones, un niño abandonaba la casa de sus padres por la mañana, iba a la eduba y comenzaba sus clases ese día que incluyen cosas tales como recitar textos aprendidos previamente y formar nuevas tabletas para escribir. Los castigos por mala conducta como hablar fuera de turno, salir en el momento equivocado, escribir mal, etc., podían ser duros: en una explicación exagerada, un estudiante describió que había sido golpeado no menos de siete veces en un solo día. Después de un día en la escuela, el alumno volvía a casa con sus padres donde les contaba los eventos del día o recitarles tareas.
Estos informes en la literatura de eduba proporcionan historias entretenidas, a menudo simpáticas, sobre cómo era la vida de un estudiante de escribas de la antigua Babilonia; sin embargo están idealizados en gran medida y su exactitud histórica no debe ser asumida.